# Jeremy Scahill
Jeremy Scahill  (18 de Outubro  de 1974) é um pesquisador e jornalista investigativo americano, especialista em assuntos de segurança nacional.
Em outubro de 2013, uniu-se  a Laura Poitras e Glenn Greenwald para criar The Intercept, uma publicação da First Look Media voltada para jornalismo investigativo.
Jeremy M. Scahill é autor do livro Blackwater: The Rise of the World's Most Powerful Mercenary Army publicado em Português pela Companhia das Letras em 2008.

## First Look Media e The Intercept
Em 16 de outubro de 2013, Pierre Omidyar, fundador da eBay anunciou que iria financiar o novo meio de comunicação de Glenn Greenwald , Laura Poitras e Jeremy Scahill com doação de 250 milhões de dólares americanos. Pierre Omidyar, fundador da eBay, investiu no empreendimento quantia igual ao investimento de Jeff Bezos, fundador da Amazon.com ao adquirir o jornal The Washington Post.
A primeira edição do Intercept publicou fotos da secreta NSA reveladas pela primeira vez.A meta de longo prazo, segundo Greenwald, é "produzir um jornalismo corajoso, confrontando uma ampla gama de tópicos como corrupção ou política financeira ou violação de liberdades civis".